# Слатина-Нера (Караш-Северин)
Слатина-Нера (рум. Slatina-Nera) насеље је у Румунији у округу Караш-Северин у општини Саска Монтана. Oпштина се налази на надморској висини од 177 m.

## Прошлост
По "Румунској енциклопедији" место се први пут јавља у документима 1690-1700. године. Поново се види на мапи из 1772. године уз податак да ту живи 160 румунских породица. Православна црква посвећена Успењу Богородице потиче из 18. века.
Аустријски царски ревизор Ерлер је 1774. године констатовао да место припада Илидијском округу, Новопаланачког дистрикта. Становништво је било влашко.

## Становништво
Према подацима из 2002. године у насељу је живело 356 становника, од којих су сви румунске националности.